# Ballymena United Football Club
Maillots
Actualités
Ballymena United Football Club est un club de football nord-irlandais participant au championnat d'Irlande du Nord de football en Premiership, la première division nationale. Le club est basé à Ballymena dans le comté d'Antrim et joue ses matchs à domicile aux Ballymena Showgrounds. Le club arbore le bleu et le blanc comme couleurs officielles. Il a été fondé le 7 avril 1928 sous le nom de Ballymena Football Club. Après un scandale éclaboussant le club à la fin de la saison 1933-1934, le club se dissout pour être immédiatement refondé sous le nom de Ballymena United Football Club au début de la saison suivante.
Le principal rival de Ballymena est Coleraine. Cette rivalité, essentiellement due à la proximité géographique des deux villes, s'exprime chaque année lors du derby local qui est programmé chaque Boxing Day.
Ballymena United n’a jamais remporté le championnat d'Irlande du Nord de football. Son meilleur résultat dans cette compétition est une deuxième place atteinte deux fois. Par contre, le club compte six victoires en Coupe d'Irlande du Nord de football, la plus récente date de 1989.
Ballymena United est généralement considéré comme un des clubs nord-irlandais ayant le meilleur soutien de la part de ses supporters. Sa principale organisation de supporters est le "Sky Blue Crew" qui accompagne systématiquement le club tant pour les matchs à domicile que pour ceux joués à l’extérieur.

## Histoire

### Les premières années (1928-1934)
Le Ballymena Football Club a été fondé le 7 avril 1928 par quatre hommes d’affaires locaux qui pensaient que la ville de Ballymena méritait d’être représentée par une équipe senior dans le championnat d'Irlande du Nord de football. Le club nouvellement créé prend dès la saison 1928-1929 la place du Barn United FC dans le championnat nord-irlandais. Le premier match officiel de l’équipe a lieu le 20 août 1928, sur le terrain des Ballymena Showgrounds, contre les champions d’Irlande du Nord en titre, le Belfast Celtic. L’équipe formée de joueurs locaux et de quelques recrues perd logiquement 3 buts à 0. Cinq jours plus tard, Ballymena gagne son premier point en championnat en faisant match nul 2-2 sur le terrain de Larne FC. Jimmy McCambridge marque pendant le match le tout premier but de l’histoire du club. La première victoire arrive début septembre sur le terrain de Ards FC. C’est le début d’une remarquable série de douze matchs sans défaite jusqu’en décembre. La première saison se déroule sans encombre et se solde par une belle 6e place au classement général. Mais les débuts de Ballymena FC sont encore plus spectaculaires en Coupe d'Irlande du Nord de football : Ballymena se qualifie pour la finale en battant successivement Glentoran FC, Braodway United et Coleraine FC. En finale, au Stade de Solitude, United affronte le champion Belfast Celtic et contre toute attente le bat 2 buts à 1. Les buteurs sont Jamie Shiels et Jimmy McCambridge. Ballymena remporte donc son premier trophée dès sa première saison.
En récompense pour cette belle première saison, Ballymena reçoit pour un match de gala le vainqueur de la Coupe d'Écosse de football Kilmarnock FC. Le club écossais l’emporte difficilement 1-0. Ce match de gala voit la naissance du tout premier programme édité par le club. Quelques jours plus tard, Ballymena part à Dublin jouer ce qui était perçu alors comme une finale officieuse d’une Coupe de toute l’Irlande (All-Ireland Cup) contre les Shamrock Rovers. Le club du Nord l’emporte 2 buts à un contre le club du Sud.
L’année suivante, les Braidmen déjouent tous les pronostics en se qualifiant pour la deuxième année consécutive pour la finale de la Coupe d’Irlande du Nord après avoir éliminé Derry City FC, Belfast Celtic et Newry Town. Cette fois ils perdent la finale 4 buts à 3 contre Linfield FC qui vient d’être couronné champion d’Irlande du Nord. Leur deuxième championnat est encore meilleur que le premier avec une belle cinquième place en fin de saison. La même année Jimmy McCambridge devient le premier joueur du club à être sélectionné en équipe nationale (une victoire 7 à 0 contre l’le Pays de Galles). Pendant l’intersaison suivant McCambridge est transféré dans le club anglais d’Everton FC.
La campagne 1930-1931 se déroule un peu de la même façon que la précédente avec encore une cinquième place au classement général et une troisième finale de Coupe d’Irlande du Nord perdue cette fois encore contre Linfield.
Le club est maintenant classé parmi les spécialistes des Coupes. Ils ne font pas mentir leur réputation en parvenant en finale de la Gold Cup 1932. Mais les résultats en championnats restent stables avec une sixième place en 1931-1932. Jock McNinch devient même le deuxième international du club en février 1931. Avec au total trois sélections en équipe nationale, il est toujours aujourd’hui le joueur de Ballymena le plus capé.
La saison 1932-1933 est moins satisfaisante pour le club. Battu de façon précoce dans les différentes coupes, le club ne peut que terminer le championnat qu’à la huitième place. Le club enchaîne les mauvais résultats et l’atmosphère à la direction du club se détériore rapidement.

### Ballymena United (1934-1946)
En 1934, le directeur de club Albert McClelland déclare que quelque chose devait être fait pour réduire les paiements versés aux joueurs amateurs. Cette déclaration arrive rapidement aux oreilles de la fédération nord irlandaise qui suspend le club et diligente une enquête sur les comptes du club. Le comité directeur de Ballymena FC refuse catégoriquement en arguant du fait que Ballymena ne devait pas être le bouc émissaire d’une pratique répandue dans la totalité des clubs nord-irlandais. Le non-respect du délai pour la présentation des comptes prévus par la Ligue conduit à l’exclusion de Ballymena du championnat. Immédiatement des tentatives sont faites pour faire réintégrer le club dans la Ligue qui gère le championnat mais elles sont rejetées. Une solution acceptable par la Ligue a toutefois été trouvée avant le commencement de la saison 1934-1935 : Le club est renommé Ballymena United Football Club et fusionne avec un club de jeunes de la ville le Ballymena Crusaders. S’étant ainsi redonné une virginité aux yeux des décideurs du monde sportif amateur, les structures du club sont pourtant toujours les mêmes, avec la même direction et les mêmes joueurs. Ballymena United prend la place du Ballymena FC en championnat. Le club change toutefois son organisation sportive : pour la première fois un manager est engagé. Auparavant l’équipe était formée par un comité de sélection. Joe Millar prend en charge l’ensemble du secteur sportif. Il use de son influence et des nombreux contacts en Écosse pour faire venir des joueurs. En dépit de ces nouveaux joueurs et d’une nouvelle demi-finale en Coupe d’Irlande du Nord, le club termine à une 10e place qui ne satisfait personne  car c’est le plus mauvais résultat en championnat depuis la création du club en 1928.
Après une saison 1935-36 de piètre facture, et le départ d’un des joueurs historiques du club Jock McNinch, 315 matchs sous les couleurs du club, aux Sligo Rovers, la saison 1936-1937 est désastreuse. Avec en tout et pour tout 4 victoires en championnat Ballymena United termine dernier du championnat. Une demi-finale contre Belfast Celtic en Coupe d’Irlande du Nord est le seul résultat positif de l’année. La saison suivante commente tout aussi mal avec 7 défaites consécutives dont la plus grande défaite jamais subie par le club, une raclée 9 buts à 1 contre Derry City FC. Joe Millar est obligé de démissionner. Il est remplacé par Steve Mitchell qui devient entraineur-joueur. Il rétablit immédiatement les choses en emmène Ballymena dans une série positive de 14 victoires en 17 matchs. Il fait passer l’équipe de la dernière place du championnat à la cinquième en fin de saison. La même année, Ballymena fait sa première apparition en finale de l’Antrim Shield.
Cette tendance positive marque la saison suivante. En 1937-1938 Ballymena est à deux doigts de réaliser le doublé coupe – championnat. Il termine à la deuxième place du championnat à cinq points de Belfast Celtic et est battu en finale de la Coupe d’Irlande du Nord par Linfield 2 buts à 0. Juste avant l’interruption du football pour cause de Seconde Guerre mondiale, Ballymena gagne en 1940 la coupe d’Irlande du Nord en battant Glenavon FC 2-0 en finale.

### L’après guerre (1946-1957)
Le football ne reprend qu’en 1946 et le championnat qu’en 1947. Avec une troisième place dans le premier championnat d’après guerre, tout le monde pense que Ballymena repart sur la même dynamique qu’avant guerre, c'est-à-dire comme la meilleure équipe provinciale du pays. Mais il n’en est rien. Jusqu’en 1951, les saisons moyennes s’enchaînent. Même en ayant récupéré un grand nombre de joueurs, dont l’entraineur joueur Billy McMillan, le club n’arrive pas à tirer profit de l’exclusion du Belfast Celtic multi vainqueur du championnat. McMillan n’arrive pas à transcrire son expérience du Celtic à Ballymena et est remplacé par l’expérimenté Walter Rickett après seulement deux saisons. En 1951, Ballymena atteint toutefois la finale de la Coupe d’Irlande du Nord, seulement battu par Glentoran FC3-1 à Windsor Park.
Après une victoire en Britain Cup en 1952, le club connait au milieu des années 1950 une nouvelle période creuse en terminant deux fois à la dernière place du championnat. En 1955 la direction du club est même obligée de lancer une souscription pour réduire les dettes du club. L’appel est largement entendu par la population de la ville et suffisamment d’argent est collecter pour effacer toutes les dettes et remplir un peu les coffres du club.

### Un nouveau début (1957-1969)
En 1957, l’écossais Alex McCrae devient l’entraineur-joueur de Ballymena United. Grâce à sa grande expérience amassée comme joueur de Charlton Athletic et Middlesbrough FC, il apporte une nouvelle dynamique au club en remportant dès la première saison la Coupe d'Irlande du Nord et en hissant United à la troisième place du championnat. L’équipe victorieuse de cette Coupe reste dans les mémoires comme une des meilleures de l’histoire du club. L’année suivante, Ballymena joue sa huitième finale de Coupe d’Irlande du Nord. Les Sky Blues sont favoris face à Glenavon FC. Mais United fait match nul 1-1 lors de la finale et perd le match d’appui 2-0.
L’ancien joueur de Liverpool FC, Geoff Twentyman devient en 1959 le nouveau manager. Il propulse le club vers la victoire en Ulster Cup en 1960 avec une victoire 3-1 contre Glenavon. Les saisons 1960-1961 et 1961-1962 se soldent par une deuxième puis une troisième place. Seul le titre de champion d’Irlande du Nord échappe encore à Ballymena United.

### Les années 1980
Les années 1970 voient Ballymena terminer continuellement en milieu de tableau, incapable de se hisser dans la lutte pour le titre mais suffisamment confortablement pour ne pas être en fin de classement à l’exception de la saison 1977-1978 où le club termine à une triste dernière place. Ballymena se rattrape deux ans plus tard en se hissant à la deuxième place du championnat 1979-80. Ballymena se qualifie ainsi pour la coupe UEFA. Les années 1980 voient Ballymena United se repositionner en tant que spécialiste des Coupes. Trois nouvelles Coupes d’Irlande du Nord tombent dans son escarcelle en 1981, 1984 et 1989.

### L'attente se poursuit
Le passage dans le XXIe siècle est accompagné par un changement d'entraineur. Nigel Best, ancien entraineur de Glenavon et de Bangor FC est nommé en mai 1999. Pour lutter contre le vieillissement de l'équipe, il entreprend de la reconstruire. Malheureusement il ne dispose que de très peu d’argent pour faire des remplacements de qualité. Ce n'est donc pas une surprise de vois United se battre en bas de classement lors de la saison. United n'évite la relégation que lors du dernier match de la saison grâce à une victoire sur Portadown FC à Shamrock Park.
La régénération de l'équipe continue à l'intersaison et malgré un départ encourageant la saison 2000-2001 s'avère encore plus difficile. Nigel Best est viré après une succession de mauvais résultats dont le point culminant est une défaite 5 buts à 2 à Newry City. En désespoir de cause le club nomme à sa place un entraineur totalement inexpérimenté George Magill en attendant de trouver celui qui saura relancer l'équipe. En janvier 2001, c'est Kenny Shiels, l'ancien manager de Coleraine FC qui se voit confier les rênes avec comme seul objectif de maintenir l'équipe en première division. Malgré un léger sursaut lors des derniers matchs, le club ne peut éviter la relégation en deuxième division (First Division).
Ballymena United ne revient en première division que pour la saison 2003-2004. Le club profite alors de l'agrandissement de l'élite nord-irlandaise, le championnat passant alors de 12 à 16 équipes. Néanmoins la première saison confirme qu'United y avait toute sa place. L'équipe composée de jeunes joueurs qui se sont fait les dents en deuxième division se hisse à une belle sixième place. Cette place permet de renouer avec les compétitions européennes car elle offre une place en Coupe Intertoto. Ballymena passe le premier tour en battant les danois d'Odense BK avant de se faire éliminer par le grand club espagnol de Villarreal. En championnat, United s'installe en milieu de classement, 8e en 2004-2005, 7e en 2005-2006, 9e en 2006-2007.

## Bilan sportif

### Palmarès
- Coupe d'Irlande du Nord de football : 6
  - Vainqueur : 1929, 1940, 1958, 1981, 1984, 1989
  - Finaliste : 1930, 1931, 1939, 1951, 1959, 1970, 1974, 1978, 2014, 2020, 2022 et 2023
- Coupe de la Ligue d'Irlande du Nord de football : 1
  - Vainqueur : 2016-2017

- City Cup : 1
  - 1971/72
- Gold Cup : 1
  - 1974/75
- Ulster Cup : 2
  - 1960/61, 1980/81
- Festival of Britain Cup : 1
  - 1951/52
- Championnat de Deuxième division : 1
  - 1996/97
- County Antrim Shield : 4
  - 1947/48, 1950/51, 1975/76, 1979/80
- Irish News Cup : 1
  - 1997/98

### Records du club
- Plus grande victoire à domicile en championnat : 8-0 contre Cliftonville FC, 18 septembre 1965 ; 8-0 contre Glenavon FC, 8 mars 1975 ; 8-0 contre Distillery FC, 8 décembre 1979 .
- Plus grande victoire à l’extérieur en championnat : 8-0 contre Newry City, 17 décembre 1994.
- Plus grande défaite à domicile en championnat : 0-8 contre Belfast Celtic, 5 novembre 1938
- Plus grande défaite à l’extérieur en championnat : 1-9 contre Derry City FC, 23 août 1937 et  0-8 contre Ards FC 12 février 1949.
- Le plus grand nombre de buts marqués en une saison : 82 en 26 matches (1939/40)
- Le plus petit nombre de buts marqués en une saison : 20 en 22 matches (1976/77)
- Le plus grand nombre de buts concédés en une saison : 87 en 26 matches (1936/37)
- Le plus petit nombre de buts concédés en une saison : 21 en 22 matches (1980/81)

### Bilan européen
Note : dans les résultats ci-dessous, le score du club est toujours donné en premier.
| Saison    | Compétition      | Tour                | Club               | Domicile | Extérieur | Total  |
| --------- | ---------------- | ------------------- | ------------------ | -------- | --------- | ------ |
| 1978-1979 | Coupe des coupes | Seizièmes de finale | KSK Beveren        | 0 - 3    | 0 - 3     | 0 - 6  |
| 1980-1981 | Coupe UEFA       | Premier tour        | Vorwärts Francfort | 2 - 1    | 0 - 3     | 2 - 4  |
| 1981-1982 | Coupe des coupes | Seizièmes de finale | AS Rome            | 0 - 2    | 0 - 4     | 0 - 6  |
| 1984-1985 | Coupe des coupes | Seizièmes de finale | Ħamrun Spartans    | 0 - 1    | 1 - 2     | 1 - 3  |
| 1989-1990 | Coupe des coupes | Seizièmes de finale | RSC Anderlecht     | 0 - 4    | 0 - 6     | 0 - 10 |
| 2004      | Coupe Intertoto  | Premier tour        | Odense BK          | 0 - 7    | 0 - 0     | 0 - 7  |
| 2017-2018 | Ligue Europa     | Premier tour Q      | Odds BK            | 0 - 2    | 0 - 3     | 0 - 5  |
| 2019-2020 | Ligue Europa     | Premier tour Q      | NSÍ Runavík        | 2 - 0    | 0 - 0     | 2 - 0  |
| 2019-2020 | Ligue Europa     | Deuxième tour Q     | Malmö FF           | 0 - 4    | 0 - 7     | 0 - 11 |

Légende
- Victoire ou qualification pour le tour suivant
- Match nul
- Défaite ou élimination de la compétition

## Les équipes

### L’équipe réserve
L’équipe réserve de Ballymena United participe au championnat d’Irlande du Nord des équipes réserve. Elle est dirigée par Colin Sewell et David Woods.

### Les équipes de jeunes
Le club possède de nombreuses équipes de jeunes. Elles sont le vivier des équipes réserve et potentiellement de l’équipe première.

## Les managers du club
| Dates     | Noms                    | Dates     | Noms                               |
| --------- | ----------------------- | --------- | ---------------------------------- |
| 2008–2011 | Roy Walker              | 1983      | Alec Donald (Interim)              |
| 2008      | Jim Grattan             | 1983      | Ian Russell                        |
| 2005–2008 | Tommy Wright            | 1983      | Alec Donald (Interim)              |
| 2001-2005 | Kenny Shiels            | 1982-1983 | Ivan Murray                        |
| 2000-2001 | George Magill (Interim) | 1979-1982 | Alan Campbell                      |
| 1999-2000 | Nigel Best              | 1979      | Ivan Murray & Alex McKee (Interim) |
| 1999      | Shay Hamill (Interim)   | 1977-1979 | Billy Johnston                     |
| 1995-1999 | Alan Fraser             | 1977      | Alex McKee (Interim)               |
| 1994-1995 | Gary Erwin              | 1976-1977 | Eddie Russell                      |
| 1993-1994 | Tommy Jackson           | 1971-1976 | Arthur Stewart                     |
| 1991-1993 | Jim Hagan               | 1969-1971 | Alex McCrae                        |
| 1987-1991 | Alex McKee              | 1968-1969 | Alex Parker                        |
| 1985-1987 | Jimmy Brown             | 1960-1963 | Geoff Twentyman                    |
| 1984-1985 | Alan Campbell           | 1957-1960 | Alex McCrae                        |
| 1983-1984 | Jim Platt               | 1951-1957 | Walter Rickett                     |